# Operazione Stösser
Operazione Stösser ("Pestello" in lingua tedesca) era il nome in codice di un'operazione militare condotta dalle forze tedesche durante la seconda guerra mondiale nel dicembre 1944 come preludio all'avvio dell'offensiva delle Ardenne.
Il piano prevedeva il lancio di un gruppo di paracadutisti che dovevano assicurarsi il controllo del nodo stradale di Krinkelt prima dell'inizio dell'attacco. La missione, affidata solamente l'8 dicembre 1944 all'Oberst Frederich August Freiherr von der Heydte, fu minata alla base da diversi fattori negativi: in primo luogo la mancanza sia di paracadutisti addestrati al lancio sia di piloti addestrati al loro trasporto, e in secondo luogo la scelta di volontari che molto spesso non si rivelarono adatti.
Alla fine, von der Heydte riunì circa 850 uomini che vennero portati sulle alture dell'Hohes Venn a nord di Malmedy nelle prime ore del 17 dicembre. Il forte vento imprevisto e la mancanza di esperienza degli equipaggi degli aerei da trasporto fecero sì che solamente 450 uomini fossero lanciati sull'Hohes Venn, dei quali von der Heydte poté radunarne solamente 300. Dopo aver atteso quattro giorni, ed essersi avvicinato a Monschau, il 21 dicembre von der Heydte sciolse il reparto e diede l'ordine di tentare di rientrare nelle linee tedesche. Soltanto un terzo circa degli uomini riuscì a raggiungere le linee amiche, mentre il resto, così come lo stesso von der Heydte, fu catturato dagli statunitensi.

## Antefatti
L'ambizioso piano per la controffensiva tedesca sul fronte occidentale prevista per il dicembre 1944 ("operazione Wacht am Rhein") prevedeva di sferrare un grande attacco nella regione delle Ardenne al confine tra Germania, Belgio e Lussemburgo, il settore del fronte più debolmente difeso dagli anglo-statunitensi; punta di lancia dell'attacco sarebbero state due armate corazzate, la 6. SS-Panzer-Armee a nord e la 5. Panzerarmee a sud: dopo aver sfondato il fronte tenuto dalla First United States Army, i panzer tedeschi dovevano avanzare in profondità fino a raggiungere il fiume Mosa tra Liegi e Charleroi, da dove avrebbero poi proseguito più a nord verso Bruxelles e quindi Anversa, tagliando fuori le armate anglo-statunitensi schierate nella parte settentrionale del fronte.
L'ala nord della forza di attacco tedesca, rappresentata dalla 6. SS-Panzer-Armee, era la più importante perché poteva raggiungere la Mosa per la via più breve, passando per Malmedy e Sainth-Vith: i comandanti tedeschi più ottimisti prevedevano di raggiungere il fiume entro uno o due giorni dall'avvio dell'offensiva, e il piano stesso di Wacht am Rhein considerava come possibile raggiungere Anversa entro una settimana. Un veloce attraversamento dell'impervia regione delle Ardenne e del fiume Mosa era essenziale per garantire la riuscita completa dell'offensiva, e Hitler stesso chiese che due operazioni speciali fossero lanciate nelle retrovie nemiche per aprire la strada ai carri armati: l'operazione Greif avrebbe visto un reparto speciale vestito di uniformi statunitensi infiltrarsi nelle linee nemiche per andare a occupare i ponti sopra la Mosa impedendo che venissero fatti saltare, mentre l'operazione Stösser prevedeva il lancio nelle retrovie della First Army di un contingente di paracadutisti con il compito di occupare gli incroci e gli assi viari più importanti della regione dell'Hohes Venn impedendo al contempo ai rinforzi statunitensi di contrattaccare il fianco settentrionale della 6. SS-Panzer-Armee.
L'8 dicembre 1944 il generale Kurt Student, comandante del Gruppo d'armate H ed ex comandante in capo del corpo dei paracadutisti tedeschi (Fallschirmjäger), designò il colonnello Friedrich August Freiherr von der Heydte come responsabile dell'operazione Stösser e gli ordinò di mettere assieme un gruppo di paracadutisti per condurre il raid. La forza messa a disposizione di von der Heydte, riunita presso la scuola di paracadutismo di Aalten, era un Kampfgruppe delle dimensioni di un battaglione, creato ad hoc assemblando un contingente di volontari fornito da ciascuno dei battaglioni paracadutisti della 1. Fallschirm-Armee schierata nei Paesi Bassi. Von der Heydte era un ufficiale pluridecorato e con una vasta esperienza nelle operazioni aviotrasportate, ma altrettanto non si poteva dire dei suoi uomini: dopo anni di guerra e forti perdite umane, il livello qualitativo dei reparti di Fallschirmjäger era scaduto notevolmente per via dell'ingresso nel corpo di uomini inadatti e insufficientemente addestrati; in aggiunta, diversi dei battaglioni della 1. Fallschirm-Armee approfittarono dell'occasione per allontanare gli elementi peggiori dei loro reparti, fornendo a von der Heydte uomini del tutto privi anche dell'addestramento basico.

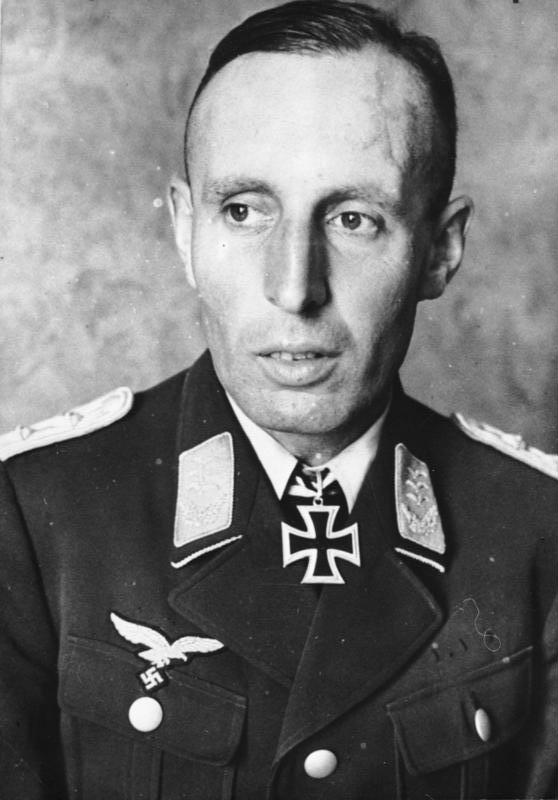
Il colonnello von der Heydte, comandante delle forze tedesche nell'operazione

Scartati gli elementi peggiori, alla fine il Kampfgruppe di von der Heydte ammontò a un totale di circa 850 uomini rispetto ai 1000 previsti, suddivisi in quattro compagnie di fanteria, una compagnia armi pesanti e un plotone di trasmettitori e pionieri; solo un 20% degli uomini era qualificato per un lancio con le armi addosso (invece del più inefficiente sistema che prevedeva di lanciare separatamente uomini e armamenti), e una percentuale ancora minore aveva esperienza diretta di lanci in combattimento. Ad aggravare la situazione, anche gli equipaggi degli aerei da trasporto Junkers Ju 52 incaricati del lancio erano formati in maggioranza da reclute prive di ogni esperienza in merito. Von der Heydte tenne il suo briefing finale sull'operazione il 15 dicembre, alla presenza del comandante della 6. SS-Panzer-Armee Josef Dietrich: il piano prevedeva di lanciare i paracadutisti alle 02:00 del 16 dicembre (primo giorno dell'offensiva tedesca) in una zona a 11 chilometri a nord di Malmedy, con l'obiettivo di occupare un importante incrocio viario tra le cittadine di Verviers ed Eupen e di tenerlo contro i contrattacchi statunitensi fino all'arrivo dei carri armati della 12. SS-Panzer-Division "Hitlerjugend", previsto nel giro di 24 ore dal lancio. Con appena 12 ore di preavviso, la forza di von der Heydte doveva prepararsi a un lancio notturno (il primo mai sperimentato in combattimento dai tedeschi), senza disporre di ricognizione preliminare o fotografie aeree della zona di atterraggio, e con la previsione di pessime condizioni meteorologiche.

## L'operazione
La scadenza originale per il lancio dell'operazione Stösser si rivelò impossibile da rispettare: alla mezzanotte del 16 dicembre solo un quarto della forza di von der Heydte aveva raggiunto l'aeroporto di Paderborn per imbarcarsi sugli Ju 52 da trasporto, visto che il carburante necessario per i camion che dovevano spostare i paracadutisti era stato requisito per rifornire i carri armati. Von der Heydte era un osservato speciale per via della sua parentela con Claus Schenk von Stauffenberg, responsabile dell'attentato a Hitler del 20 luglio 1944, e il comando della 6. SS-Panzer-Armee avviò un'inchiesta formale ritenendo che il colonnello stesse deliberatamente sabotando l'operazione; alla fine, si decise di posticipare di 24 ore il lancio, che fu fissato alle 03:00 del 17 dicembre.
I 112 Ju-52 carichi di paracadutisti decollarono come previsto alle 00:00 del 17 dicembre, ma l'inesperienza e lo scarso addestramento degli equipaggi di volo si fece ben presto sentire: fino a che si trovavano sopra i territori controllati dai tedeschi gli aerei furono efficacemente guidati da terra tramite segnalazioni luminose, ma non appena attraversarono la linea del fronte i piloti si persero, finendo con il disperdersi anche per via di un forte e non previsto vento di quota e del tiro della contraerea statunitense; gli esploratori del battaglione, che dovevano lanciarsi per primi per segnalare al resto del reparto la zona di atterraggio, si lanciarono tra un quarto d'ora e un'ora troppo presto sulla tabella di marcia, finendo con l'allertare le difese nemiche.

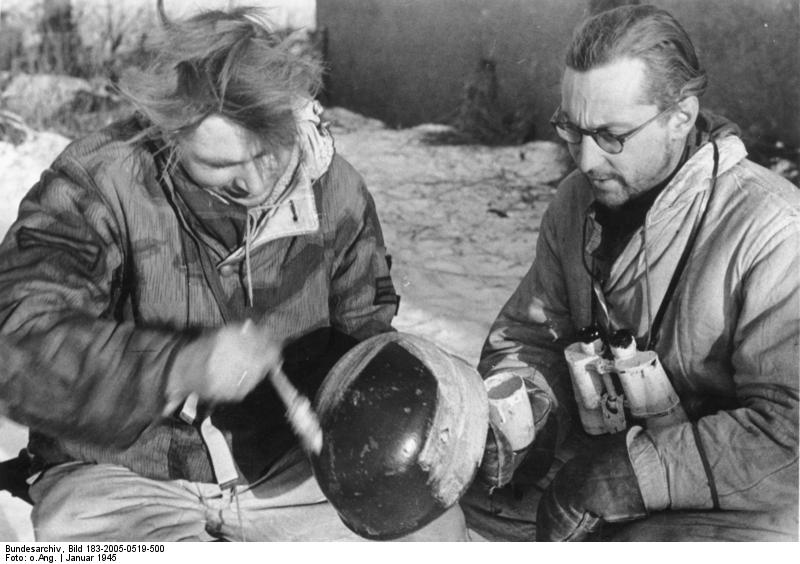
Due paracadutisti tedeschi sul fronte delle Ardenne nel 1944

Il lancio fu un completo disastro: i piloti sparpagliarono i paracadutisti in lungo e in largo per il Belgio orientale, con alcuni uomini che arrivarono fino nei Paesi Bassi; un'intera compagnia di fanteria fu lanciata nei pressi di Bonn, 50 chilometri dietro le linee tedesche, mentre il plotone trasmissioni atterrò direttamente sulla linea del fronte a Monschau. Appena una decina di aerei lanciò i paracadutisti nella zona di atterraggio designata: la combinazione di lancio notturno, scarso addestramento, forte vento e atterraggio in zone fortemente boscose impose un pesante tributo ai Fallschirmjäger, e un 10% di quanti si lanciarono morì o riportò gravi ferite nel prendere terra; alcuni dei corpi degli uomini uccisi non furono recuperati se non mesi dopo, allo scioglimento delle nevi invernali.
Von der Heydte fu sufficientemente fortunato a paracadutarsi nella corretta zona di lancio, anche se si ruppe un braccio nell'atterraggio. Il colonnello si diede da fare a recuperare il suo sparso battaglione, ma all'alba aveva messo assieme appena 125 uomini, in parte disarmati a causa della perdita dei contenitori paracadutati con le armi e soprattutto privi di qualunque contatto radio con il comando tedesco. L'unità era troppo piccola per portare a termine il piano originario, quindi von der Heydte stabilì un perimetro difensivo nei boschi a nord di Malmedy, tendendo imboscate a distaccamenti nemici isolati e inviando pattuglie in ricognizione per stabilire un collegamento fisico con i reparti della 6. SS-Panzer-Armee; per il pomeriggio del 17 dicembre altri dispersi erano stati radunati portando la forza di von der Heydte a circa 300-350 uomini, ma a parte condurre qualche piccolo raid contro i convogli di rifornimento statunitensi c'era poco che i tedeschi potessero fare di concreto. La 12. SS-Panzer-Division "Hitlerjugend" era stata bloccata dalla forte resistenza opposta dagli statunitensi nel corso della battaglia del crinale di Elsenborn, e i carri armati tedeschi erano molto lontani dal poter ricongiungersi ai paracadutisti nascosti nei boschi dello Hohes Venn.
Resosi conti che la sua missione era ormai divenuta inutile, il 21 dicembre von der Heydte decise di tentare di rientrare nelle linee amiche con le sue forze: lasciati indietro i feriti incapaci di camminare, gli uomini furono suddivisi in piccoli gruppi e inviati a infiltrarsi attraverso le linee statunitensi. Lo stesso von der Heydte raggiunse con un piccolo gruppo il 23 dicembre l'abitato di Monschau sperando di trovarlo già in mano ai tedeschi, ma il villaggio era ancora saldamente tenuto dagli statunitensi: congedati i suoi compagni, von der Heydte si nascose in una casa di Monschau per un paio di giorni per poi consegnarsi spontaneamente agli statunitensi.

## Conseguenze
Soltanto pochi dei paracadutisti riuscirono poi a rientrare nelle linee tedesche. L'operazione Stösser aveva completamente fallito il suo scopo originario, anche se produsse qualche limitato effetto positivo per i tedeschi: in combinazione con le infiltrazioni dei commando tedeschi in uniforme nemica, il lancio dei paracadutisti scatenò un notevole allarme nelle retrovie degli anglo-statunitensi che sovrastimarono enormemente la consistenza dei reparti e la portata di queste operazioni; la dispersione stessa del lancio fece supporre ai comandi alleati che una forza di notevoli dimensioni era stata paracadutata dietro le loro linee, e diversi reparti furono distolti dalle operazioni al fronte per essere spediti nei boschi belgi a caccia dei paracadutisti.
L'operazione Stösser fu l'ultima operazione aviotrasportata tentata dalla Germania nel corso della seconda guerra mondiale.